# PGC 14388
LEDA/PGC 14388 (auch NGC 1515A) ist eine Balken-Spiralgalaxie vom Hubble-Typ SBb im Sternbild Dorado am Südsternhimmel. Sie ist schätzungsweise 579 Millionen Lichtjahre von der Milchstraße entfernt und hat einen Durchmesser von etwa 25.000 Lichtjahren. 
Die oben im Foto zu erkennenden Galaxien: NGC 1515, PGC 422589, PGC 423162 und PGC 423300.  